# Bhaskar Kumar Ghosh

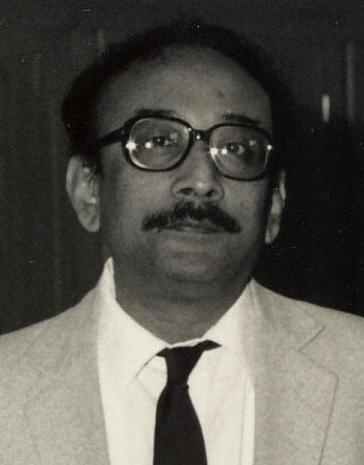
B. K. Ghosh 1986

Bhaskar Kumar Ghosh (* 10. Februar 1936 in Kalkutta, Indien; † 3. August 2008 in Bethlehem (Pennsylvania), USA) war ein indisch-amerikanischer Mathematiker, der sich vorwiegend mit mathematischer Statistik beschäftigte.

## Leben und Wirken
Von 1951 bis 1955 studierte Ghosh am Presidency College der University of Calcutta, die beiden letzten Jahre im Statistics Honours BSc Program. Dort erwarb er seinen ersten akademischen Grad (Bachelor of Science, BSc) in Statistik. Von 1955 bis 1959 setzte er sein Studium der Statistik im PhD-Program des University College London fort. Dort wurde er mit der von Norman Lloyd Johnson betreuten Dissertation "Sequential Analysis of Components of Variance in Hierarchical Classifications" zum PhD promoviert. Anschließend arbeitete er als Research Assistant am University College London, als Statistiker bei dem Atomic Power Consortium London, und 1960/61 als Assistant Professor für Mathematik am Chelsea College London. In dieser Zeit publizierte er gemeinsam mit Harold Adolph Freeman die Monographie "An Introduction to Sequential Experimentation", die als U.S. Army Technical Report erschien.
1961 folgte Ghosh einem Ruf an die Lehigh University in Bethlehem (Pennsylvania). Dort wirkte er bis zu seiner Emeritierung im Jahr 2005, zunächst als Assistant und als Associate Professor, ab 1968 als Full Professor für Mathematik. Zwar publizierte Ghosh auch zahlreiche Arbeiten zur Verteilungstheorie, zur Dichteschätzung etc., bekannt wurde er jedoch vor allem durch seine Beiträge zur Sequentialanalyse, insbesondere durch seine 1970 erschienene Monographie "Sequential Tests of Statistical Hypotheses". Gemeinsam mit Pranab Kumar Sen (University of North Carolina, (Chapel Hill)) gründete er 1982 das Journal "Sequential Analysis" und war bis 1995 Herausgeber. Ebenfalls gemeinsam mit P.K. Sen gab er 1991 das "Handbook of Sequential Analysis" heraus, dessen Ziel es war, die wichtigsten Entwicklungen dieser Theorie (bis 1990) darzustellen.
1968 war Ghosh Visiting Associate Professor am MIT, 1978/1980 Visiting Professor of Statistics am Virginia Tech. 1986 verlieh ihm die Alexander von Humboldt-Stiftung den Humboldt-Preis (Senior U.S. Scientist Award), im Rahmen dessen er 1986/87 und 1992 als Gastprofessor an der Westfälischen Wilhelms-Universität Münster weilte. Ghosh war Fellow des Institute of Mathematical Statistics und der Royal Statistical Society (Großbritannien).

## Schriften
- mit H.A. Freeman: An Introduction to Sequential Experimentation, U.S. Army Technical Report, Fort Lee, Virginia 1961
- mit L.West und J.L. Sanders:  Tables for Sequential Analysis of Variance, U.S. Army Technical Report, Fort Lee, Virginia 1967
- Sequential Tests of Statistical Hypotheses, Reading: Addison-Wesley 1970
- mit P.K. Sen: Handbook of Sequential Analysis, New York: Dekker 1991

Ein von Bennett Eisenberg und Nitis Mukhopadhyay erstelltes vollständiges Schriftenverzeichnis Goshs ist in Sequential Analysis, Vol. 29 (2010), S. 41–43 publiziert.